# Lebre-comum
A lebre-comum ou lebre-europeia (Lepus europaeus) é um animal muito conhecido, que se encontra entre as principais espécies cinegéticas. De origem estepária, abunda sobretudo em zonas agrícolas pouco humanizadas. Existe em toda a Europa com exceção da Península Escandinava, parte da Península Ibérica e de algumas ilhas do Mar Mediterrâneo. Ocorre também no Norte de África e na Ásia Ocidental. Ao contrário do coelho, a lebre abriga-se em tocas pouco profundas já que conta com a sua coloração mimética para se dissimular na paisagem. Vive solitariamente, com exceção do período do cio. O cio ocorre de Janeiro a Outubro e as crias já nascem com pelo e aptas a ver.
As lebres comuns foram introduzidas na América do Sul por europeus e vivem em campos e dunas, sendo animais noturnos que, ao anoitecer, saem para se alimentarem e acasalar-se.
As lebres alimentam-se com brotos de gramas, folhas de amendoim, milho, feijão, alface e, principalmente, raízes de mandioca.
As lebres não têm o hábito de dormir em tocas e dormem sob arbustos, sempre viradas para um ponto de saída estratégica em caso de ataque de seus predadores.

## Reprodução
São capazes de ter gestações simultâneas em diferentes estágios de desenvolvimento.